# Kasumi (1937)
Pour les autres navires du même nom, voir Kasumi (destroyer).
Le Kasumi (霞) était un destroyer de classe Asashio en service dans la Marine impériale japonaise pendant la Seconde Guerre mondiale.

## Historique
Au moment de l'attaque sur Pearl Harbor, le Kasumi est basée à Etorofu, dans les îles Kouriles, naviguant avec la force Kidō Butai de l'amiral Chūichi Nagumo, escortant les tankers accompagnant la force de frappe. Il retourne à Kure le 24 décembre.
En janvier 1942, le Kasumi escorte les porte-avions Shōkaku et Zuikaku à Truk, puis à Rabaul, pour couvrir les débarquements des forces japonaises à Rabaul et Kavieng et mener des frappes aériennes sur Lae et Salamaua. En février, il quitte de Palau pour couvrir l'attaque aérienne de Darwin. À la fin du mois, il effectue des patrouilles au sud de Java, coulant un navire marchand le 1er mars. Le Kasumi quitte Staring-baai le 27 mars pour escorter la force de porte-avions pour le raid de l'océan Indien le même jour. Après quelques réparations, le Kasumi est déployé sur Saipan le 3 juin pour escorter un convoi de troupes pour la bataille de Midway. Il escorte également les croiseurs Kumano et Suzuya de Truk à Kure. Le 28 juin, il escorte le porte-avions Chiyoda à Kiska, dans les îles Aléoutiennes, pour une mission d'approvisionnement. À environ 7 milles marins (13 km) à l'est de Kiska, le 5 juillet, il est atteint par une torpille tirée par le sous-marin USS Growler, tuant 10 membres d'équipage. Il est réparé au Japon jusqu'au 30 juin 1943.
Le 1er septembre 1943, il rejoint la 9e division de destroyers de la 5e flotte, où il est affecté dans les eaux du nord, patrouillant depuis les bases de Paramushiro et Shumushu jusqu'à la fin du mois de novembre. En décembre, il escorte des équipages jusqu'à Kwajalein et Wotje, en compagnie du Mogami.
Il patrouille au nord du Japon en février, escortant un convoi de troupes à Uruppu fin mars, revenant avec le croiseur japonais Nachi et Ashigara à Kure au début du mois d'août.
Pendant la bataille du golfe de Leyte du 24 au 25 octobre, il est affecté à la force de l'amiral Shima lors de la bataille du détroit de Surigao. Le 5 novembre, il sauve les survivants du Nachi dans la baie de Manille à la suite d'un raid aérien américain. Il escorte un convoi de troupes à Ormoc le 5 novembre au cours duquel il est endommagé par un raid aérien américain, tuant un homme d'équipage. À la fin de novembre, il escorte le cuirassé Haruna de Singapour à Mako et un convoi de Mako à baie de Cam Ranh en Indochine française en décembre. À la fin de décembre, il mène une force lors d'un bombardement à San Jose, aux Philippines.
En février 1945, le Kasumi escorte les cuirassés Ise et Hyūga de Singapour à Kure. Il est réaffecté dans la 2e Flotte le 10 mars.
Le 6 avril 1945, le Kasumi fait partie de l'escorte de la mission finale du cuirassé Yamato. Il est gravement endommagé le lendemain par des avions de la Task Force 58, provoquant 17 morts et 47 blessés. Le destroyer Fuyutzuki secourt les survivants et le saborde de deux torpilles, à 150 milles (241,4016 km) au sud-ouest de Nagasaki, à la position 31° N, 128° E. Il est rayé des listes de la marine le 10 mai 1945.